# Metacomet Trail
Le Metacomet Trail est un sentier de randonnée de près de 82 km qui traverse l'arête montagneuse du Metacomet Ridge au centre du Connecticut aux États-Unis. Bien qu'il soit assez proche de zones habitées, il est reconnu pour ses paysages naturels. Le sentier est agrémenté par de nombreux lieux d'intérêts historique, géologique et écologique. Parmi les curiosités se trouvent des cascades, des falaises, des forêts, des marais, des lacs, des zones cultivées ainsi que les sommets de la Talcott Mountain et des Hanging Hills,.
Le sentier est géré en grande partie grâce aux efforts du Connecticut Forest and Park Association. Le National Park Service étudie même la possibilité d'en faire un National Scenic Trail sous le nom de New England National Scenic Trail. 

## Description
Le sentier débute non loin de la frontière entre le Connecticut et le Massachusetts et se prolonge dans le Connecticut à travers les comtés de Hartford et de New Haven. L'extrémité sud du sentier se situe à l'est des Hanging Hills sur la U.S. Route 5 non loin de la cité de Meriden. Au nord, le sentier se termine à Suffield au sud-ouest de Springfield (Massachusetts). Le sentier est ensuite prolongé au Massachusetts par le sentier de randonnée de 177 km dénommé Metacomet-Monadnock Trail et par le sentier de 257 km dénommé Monadnock-Sunapee Greenway dans le New Hampshire,,. 
D'autres sentiers plus courts rejoignent ce sentier notamment au niveau de Talcott Mountain, Hanging Hills et de Ragged Mountain.
Le sentier est surtout utilisé pour la randonnée, pour le camping et le picnicking. Durant l'hiver, on y pratique les raquettes sur neige. Certaines portions sont adaptées à la pratique du vélo tout terrain et au ski de fond. Certaines activités comme la chasse, la pêche, le nautisme, le cheval et l'escalade sont proposées à différents endroits du sentier,. 

### Tracé

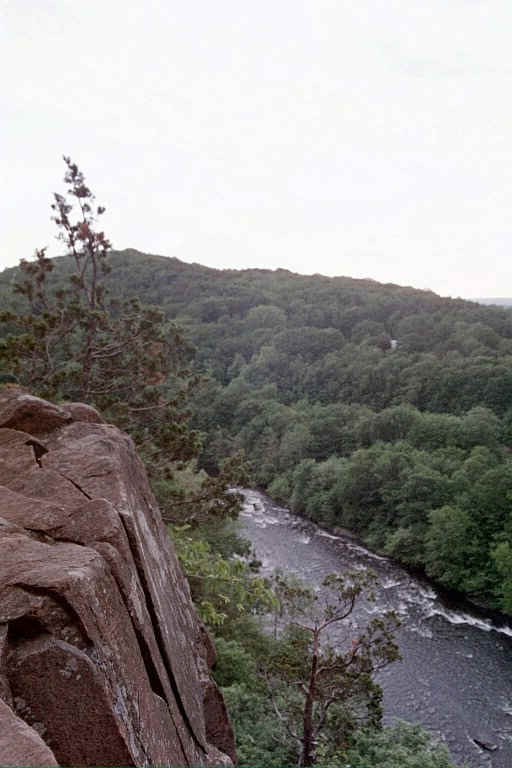
Tariffville Gorge vu à partir de Hatchet Hill.

Le sentier traverse l'arête montagneuse de Metacomet Ridge qui s'étend du Long Island Sound jusqu'à la frontière entre le Massachusetts et le Vermont. Cette arête montagneuse s'élève au maximum de quelques centaines de mètres au-dessus des vallées du fleuve Connecticut, du fleuve Quinnipiac et de la rivière Farmington. Du sud au nord, le sentier emprunte les pentes des Hanging Hills, Short Mountain, Ragged Mountain, Bradley Mountain, Pinnacle Rock, Rattlesnake Mountain, Farmington Mountain, Talcott Mountain, Hatchet Hill, Peak Mountain et West Suffield Mountain. 
De nombreuses falaises et points du vue sont présents le long du sentier. Parmi les sites historiques se trouvent le musée de la Old Newgate Prison et une ancienne mine de cuivre à East Granby. La Heublein Tower sur la Talcott Mountain offre une vue sur quatre États américains. Le musée de Hill-Stead à Farmington (Connecticut) présente une collection de peintures impressionnistes françaises. Le parc Hubbard Park sur les Hanging Hills à Meriden a été dessiné par le célèbre architecte paysagiste Frederick Law Olmsted,,. La zone vallonnée dispose en outre d'un microclimat adapté à certains biotopes rares pour la région. Il s'agit ainsi d'un chemin de migration pour de nombreux oiseaux de proie.

### Localités traversées
Du sud au nord, le sentier passe sur le territoire des localités de Berlin, Meriden, Southington, New Britain, Plainville, Farmington, West Hartford, Avon, Bloomfield, Simsbury, East Granby et Suffield,.

## Histoire et folklore

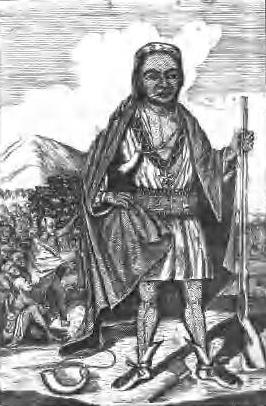
"Philip, roi de Mount Hope", une gravure de 1772 du roi Philippe d'une caricature de Paul Revere.

### Origines
À la fin des années 1800 commence l'envie de créer des sentiers touristiques en Nouvelle-Angleterre notamment parmi des organisations comme la Appalachian Mountain Club, le Green Mountain Club et le Connecticut Forest and Park Association. Après les efforts de Green Mountain Club pour l'ouverture d'un long sentier de randonnée dans le Vermont en 1918, le Connecticut Forest and Park Association, dirigé par Edgar Laing Heermance, crée le Quinnipiac Trail (37 km) dans le Metacomet Ridge en 1928 avant d'être rapidement suivi par le Metacomet Trail. Plus de 1 100 km de sentiers seront créés par l'organisme durant ce siècle.
Le nom Metacomet est dérivé du sachem (XVIIe siècle) de la tribu des Wampanoag qui mena son peuple lors de la guerre du Roi Philip. Selon la culture populaire, Metacomet, surnommé « Roi Phillip » par les colons anglais, regarda l'incendie du village de Simsbury en 1676 à partir d'une grotte située sur la Talcott Mountain. La grotte est nommée en son honneur en tant que King Philips Cave et est accessible par le sentier. Joseph Wadsworth aurait également campé dans la grotte après avoir sauvé la Charte du Connecticut qui devait être confisquée par des émissaires du roi d'Angleterre.

### Lieux historiques
La Old Newgate Prison, située sous la Peak Mountain, était à l'origine une mine de cuivre dès 1705. Lorsque l'exploitation ne fut plus rentable, la colonie du Connecticut la transforma en prison en la nommant d'après la Newgate Prison de Londres. Le premier prisonnier, John Hinson, fut emprisonné pour cambriolage en 1773. Durant la Revolutionary War, des loyalistes de la couronne d'Angleterre y furent emprisonnés. En 1790, elle devient une prison d'État, la première du genre dans le pays. La prison ferme ses portes en 1827 et devient une attraction touristique à partir des années 1860. En 1972, elle est déclarée National Historic Landmark
Le parc Hubbard (Hubbard Park) fut financée par Walter Hubbard, un entrepreneur local et le président de la Bradley & Hubbard Manufacturing Company. Le terrain lui fut en grande partie offert par la ville de Meriden en échange d'un accès libre pour les habitants de Meriden et qu'aucune activité commerciale ne pourrait être développée dans le parc. Hubbard se fit aider par l'architecte paysagiste Fredrick Law Olmstead lors de la conception des plans. Terminé en 1900, il s'étend  sur 7,28 km2 de bois, de ruisseaux, de falaises, de parterres fleuris. 
La Tour Heublein (Heublein Tower), haute de 50 mètres et située à plus de 300 mètres d'altitude, a été construite par Gilbert F. Heublein en 1914 en tant que résidence. Elle a été réalisée dans le but de résister à des vents de 160km/h. La tour est depuis 1965 située au sein du Talcott Mountain State Park. Elle fut rénovée et transformée en musée. Le sommet de la tour permet aux visiteurs de disposer d'un panorama à 360° permettant de voir le territoire de quatre États américains,.

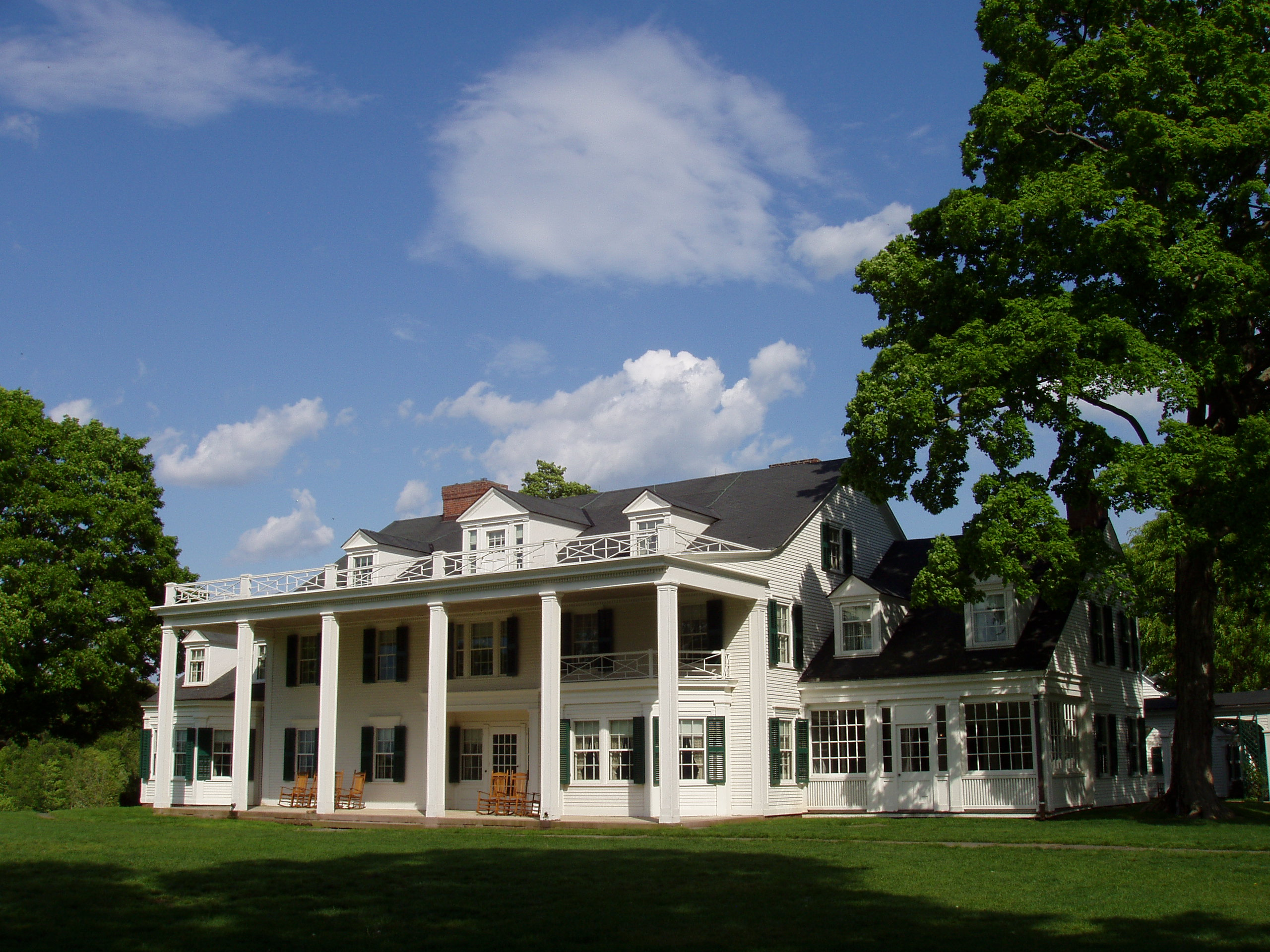
Hill-Stead Museum

Le Hill-Stead, transformé en musée, est un semble de bâtiments construits pour le riche industriel Alfred Atmore Pope à proximité de Farmington selon les plans de sa fille Theodate Pope Riddle en 1901. Selon le testament de cette dernière, le bâtiment devait être transformé en musée et en mémorial pour ses parents. Le style du bâtiment est de type renaissance coloniale. Le musée présente de nombreuses peintures impressionnistes dont des œuvres de Édouard Manet, Claude Monet, James McNeill Whistler, Albrecht Dürer et des lettres de Mary Cassatt, Henry James et James McNeill Whistler.

### Folklore
Depuis au moins le début des années 1800, une légende traite d'un chien noir qui vivrait dans les Hanging Hills (Black Dog of the Hanging Hills). Ce petit chien noir sauvage ne laisserait aucune trace et ne ferait aucun bruit. Voir le chien une fois amène de la chance, le voir une seconde fois présage d'une malchance et le voir une troisième fois amène la mort.

## Sur le chemin
Le sentier est marqué par des rectangles bleus. Il est régulier et est considéré comme facile malgré quelques portions plus difficiles. Le sentier n'est jamais à plus de 2 ou 3 km d'une route publique. Néanmoins, le terrain accidenté rend certaines portions difficilement accessibles. Le camping est en général interdit sur le tracé.
Le climat est celui du Connecticut. Les conditions peuvent être dangereuses durant les périodes froides, venteuses ou orageuses. En hiver, il est parfois nécessaire de s'équiper pour affronter la neige et la glace. Le randonneur devra également faire attention aux tiques du cerf (vecteur de la maladie de Lyme). Le mocassin du Nord (Agkistrodon contortrix mokasen) est un serpent venimeux rare mais présent dans le Metacomet Ridge. Le Sumac grimpant (Poison ivy en anglais) peut également causer des démangeaisons en cas de contact avec la peau,.

## Conservation et entretien
Le sentier est entretenu par des bénévoles aidés par la Connecticut Forest and Park Association. La nature que longe le parc est préservée par des organismes tels que le Connecticut Department of Environmental Protection, le Metropolitan District, le Suffield Land Conservancy, l'East Granby Land Trust, le Farmington Land Trust, le Meriden Land Trust, le Berlin Land Trust, le Simsbury Land Trust, le Ragged Mountain Foundation, et l'Avon Land Trust.      
Depuis 2000, le National Park Service étudie la possibilité de donner au sentier le titre de National Scenic Trail au sein d'un vaste sentier de randonnée dénommé New England National Scenic Trail qui regrouperait également le Mattabesett Trail et le Metacomet-Monadnock Trail.